# Хасін Абрам Йосипович
Абра́м Йо́сипович Ха́сін (рос. Абрам Иосифович Хасин; 15 лютого 1923, Запоріжжя — 6 лютого 2022) — радянський, російський шахіст і тренер. Посів 4-е місце на чемпіонаті світу 1975–1980 з кореспонденційних шахів. Міжнародний майстер ФІДЕ (1964); гросмейстер ІКЧФ (1972). Майстер спорту СРСР (1950), заслужений тренер СРСР (1968).

## Життєпис
Вихованець Київського Палацу піонерів.
У 1941 році направлений у кулеметне училище. Ще до отримання офіцерського звання пішов на фронт кулеметником. У боях під Сталінградом був важко поранений.
Попри інвалідність закінчив англійський відділ Педагогічного інституту іноземних мов, викладав у школі.
Багаторазовий учасник чемпіонатів Москви, кілька разів входив у першу трійку. У чемпіонаті Центрального шахового клубу (ЦШК) 1959 посів 2-е місце.
Учасник 4 фіналів чемпіонату СРСР:
- 1956, 23-й чемпіонат — 17-е місце з 18 учасників
- 1957, 24-й — 19-22 з 22
- 1961, 28-й — 18-19 з 20
- 1961, 29-й чемпіонат — 13-е місце з 21 учасника

Був сильним кореспонденційним шахістом — з 1968 року регулярно виступав за збірну СРСР на шахових олімпіадах по листуванню, на 6-ій, 7-ій і 8-ій олімпіадах показав найкращий результат на своїй шахівниці. Переможець міжнародного кореспонденційного турніру до 100-річчя від дня народження Володимира Леніна. Посів 4-е місце на чемпіонаті світу 1975–1980 з кореспонденційних шахів.
Тренер студентської збірної СРСР на чемпіонатах світу (1966–1967), збірних Москви (1950–1983), Центрального шахового клубу СРСР (1958–1974). Був тренером багатьох відомих шахістів, серед яких: чемпіонка світу Ольга Рубцова і її донька — міжнародний гросмейстер (мг), чемпіонка СРСР Олена Фаталібекова, мг Наталія Конопльова, мг Юрій Разуваєв, мг Євген Барєєв. Відзначався хорошим підходом до дітей, працював тренером у Московському Палаці піонерів. Автор ряду статей з теорії шахів.
Останні роки життя провів у Німеччині, його донька Анна Дергачова-Даус (нім. Anna Dergatschova-Daus) — також шахістка.